# Japanese Journal of Clinical Oncology
Das Japanese Journal of Clinical Oncology, abgekürzt Jpn. J. Clin. Oncol., ist eine wissenschaftliche Fachzeitschrift, die vom Oxford University-Verlag veröffentlicht wird. Die Zeitschrift erscheint derzeit mit zwölf Ausgaben im Jahr. Es werden Arbeiten veröffentlicht, die sich mit klinisch-onkologischen Themen beschäftigen.
Der Impact Factor lag im Jahr 2015 bei 1,889. Nach der Statistik des ISI Web of Knowledge wird das Journal mit diesem Impact Factor in der Kategorie Onkologie an 160. Stelle von 213 Zeitschriften geführt.